# Jack Fowler
Jack Fowler (Flórida - 25 de janeiro de 1992) é um guitarrista estaduniense, conhecido por ser o guitarrista da banda de post-hardcore Sleeping with Sirens. Ganhou o título de melhor guitarrista em 2016 pelos prêmios da Alternative Press. Antes, fazia parte da banda Broadway.

## Carreira
Jack começou a tocar guitarra por influência de sua mãe, que é baterista. Suas influências musicais são Steve Vai, Pantera, Sum 41 e Metallica.

## Vida pessoal
Nasceu na Flórida em 10 de dezembro de 1992.[carece de fontes?] Está noivo de Lauren LeCompte, Jack a pediu em casamento em agosto de 2019.

## Discografia

### Com Sleeping with Sirens
- Let's Cheers to This (2011)
- If You Were a Movie, This Would Be Your Soundtrack (2012)
- Feel (2013)
- Madness (2015)
- Live and Unplugged (2016)
- Gossip (2017)
- How It Feels to Be Lost (2019)